# Antoinette de Lorraine
Antoinette de Lorraine (née le 26 août 1568; † 23 août 1610) est la fille cadette du duc Charles III de Lorraine (1543–1608) et de Claude de Valois. Par son mariage elle devint duchesse de Juliers, Clèves et Berg. Mais à la mort de son époux, et malgré l'appui de l'empereur Rodolphe au début de la Guerre de succession de Juliers, elle dut céder la régence sur les Duchés de Juliers-Clèves-Berg. 

## Biographie
Après l'assassinat de Jacqueline de Bade (1558–1597) elle épousa le 20 juin 1599 le duc Jean-Guillaume, de Juliers-Clèves. Cette union dynastique rapprocha la cour de Juliers des grandes maisons princières catholiques et renforça le gouvernement des principautés rhénanes du Nord. La division sur l'héritage des princes de Bade, qui opposait déjà Jacqueline aux chambres hautes, menaçait de reprendre car Jean-Guillaume était faible d'esprit et stérile. Antoinette reprit la lutte avec plus de poigne que sa devancière : elle obtint d'abord une ordonnance impériale faisant d'elle la co-régente de son époux puis elle se concilia les chambres hautes en les associant à sa politique ; enfin elle parvint à dessaisir du gouvernement de la place de Juliers le plus dangereux des autres régents, le maréchal Schenkern, qu'elle écarta de la cour, avant de démettre de leur siège à la Chambre les principaux partisans de ce dernier. Dans ses négociations autour du partage du pouvoir, elle avait certainement dû concéder la mise à l'écart politique des héritiers au trône, et une adhésion d'autant plus forte à la politique de l'empereur. À la mort du comte de Juliers, elle se retira sans bruit du pouvoir et mourut l'année suivante.

## Bibliographie

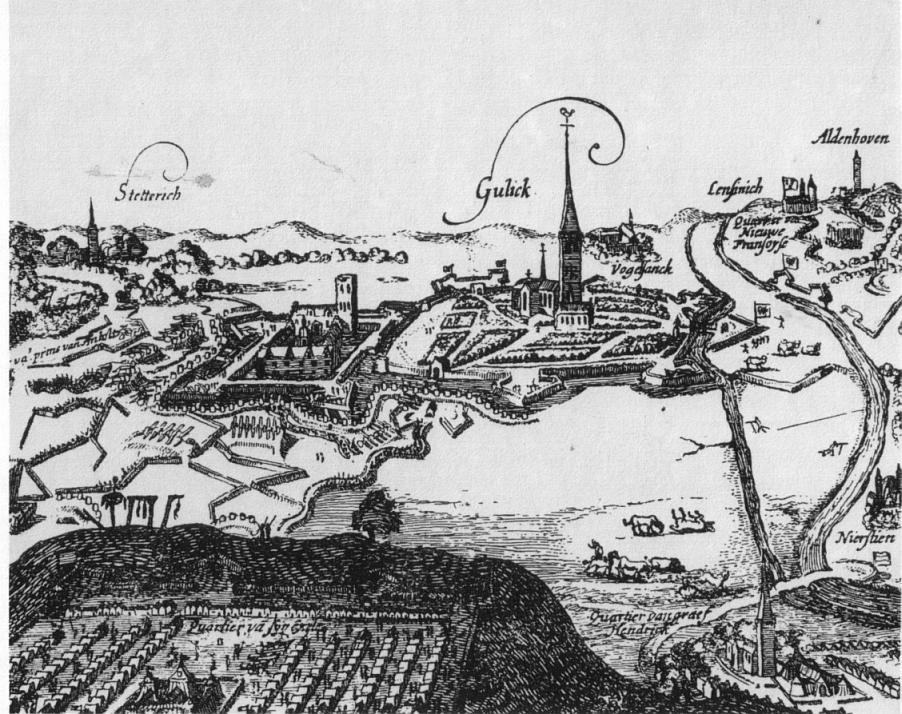
Le siège de Juliers (1610) met un terme aux espoirs de règne d'Antoinette.

## Voir également
- Duché de Juliers
- Duché de Clèves
- Duché de Berg
- Liste des princesses de Lorraine

- VIAF
- ISNI
- GND
- Pologne
- Vatican